# L'amore sia con te (singolo)
L'amore sia con te è un singolo di Marco Masini, scritto da Giancarlo Bigazzi e Marco Falagiani, estratto dalla raccolta omonima pubblicata dal cantautore nel 1996.
Il videoclip del brano è caratterizzato da scene di coppie che si baciano, essendo il tema appunto l'amore.

## Tracce
1. L'amore sia con te (Radio Edit) - (4:01)
2. Perché lo fai - (4:43)
3. T'innamorerai - (5:04)